# 뽕나무속
뽕나무는 장미목 뽕나무과의 속이다. 10~16종을 거느리고 있다. 갈잎나무로 아시아, 아프리카, 아메리카 대륙의 온화한 지역에서 서식한다. 종의 거의 대부분이 아시아 원산이다. 유전적으로 닥나무속(Broussonetia)과 가깝다. 열매는 오디라 불린다.

## 생태
뽕나무속은 어릴 때 속성수이나, 금세 성장이 느려져 키가 10~15m에 미치지 못한다. 열매가 익으면 짙은 자주에서 검은색이 나고 먹을 수 있으며, 몇 종의 열매는 매우 달다.

## 하위 종
널리 퍼진 종은 다음과 같다.
- 뽕나무 (Morus alba)
- 중국뽕나무 (Morus australis) - 동남아시아
- Morus celtidifolia - 멕시코
- Morus insignis - 남아메리카
- 아프리카뽕나무 (Morus mesozygia) - 아프리카 남부 및 중부
- 텍사스뽕나무 (Morus microphylla) - 북아메리카 중남부: 텍사스 주, 멕시코
- Morus nigra (Black Mulberry; southwest Asia)
- Morus rubra (Red Mulberry; eastern North America)

한국에는 다음과 같은 종이 더 있다.
- 산뽕나무 (Morus bombycis)
- 돌뽕나무 (Morus cathayana)
- 몽고뽕나무 (Morus mongolica)

한국에 사는 네 가지 종을 구분하는 방법은 다음과 같다.
- 잎의 톱니가 날카로우면 몽고뽕나무이다.
- 잎의 톱니가 날카롭지 않으면서
  - 잎 표면에 털이 있으면 돌뽕나무이다.
  - 잎 표면에 털이 없으면서
    - 잎 끝이 꼬리 모양으로 길면 산뽕나무이다.
    - 잎 끝이 꼬리 모양이 아니면 뽕나무이다.[3]